# Tourbières et fonds tourbeux de Bonnefond Péret Bel Air
Tourbières et fonds tourbeux de Bonnefond Péret Bel Air este o arie protejată (sit de importanță comunitară — SCI) din Franța întinsă pe o suprafață de 732 ha, integral pe uscat.

## Localizare
Centrul sitului Tourbières et fonds tourbeux de Bonnefond Péret Bel Air este situat la coordonatele 45°30′22″N 2°01′21″E / 45.50611°N 2.0225°E.

## Înființare
Situl Tourbières et fonds tourbeux de Bonnefond Péret Bel Air a fost declarat arie specială de conservare în baza directivei 92/43 din 1992 referitoare la conservarea habitatelor naturale și a faunei și florei sălbatice pentru a proteja 11 specii de animale.

## Biodiversitate
Situată în ecoregiunea continentală, aria protejată conține 15 habitate naturale: Pajiști umede nord-atlantice cu Erica tetralix, Turbării active, Mlaștini oligotrofe degradate, capabile încă de regenerare naturală, Mlaștini turboase de tranziție și turbării mișcătoare, Pajiști cu Molinia pe soluri calcaroase, turboase sau argilos-nămoloase (Molinion caeruleae), Păduri de fag acidofile atlantice, cu subarboret de Ilex și, uneori, de asemenea, Taxus, la nivelul arbuștilor (Quercion robori-petraeae sau Ilici-Fagenion), Ape oligotrofe din câmpii nisipoase, cu un conținut foarte redus de minerale (Littorelletalia uniflorae), Formațiuni de Juniperus communis pe lande sau pajiști calcaroase, Mlaștini împădurite, Depresiuni pe substraturi de turbă de Rhynchosporion, Pajiști uscate europene, Formațiuni ierboase bogate în specii de Nardus, dezvoltate pe substraturi silicioase în zone montane (și în zone submontane, în Europa continentală), Cursuri de apă de la nivel de câmpie la nivel montan, cu vegetație Ranunculion fluitantis și Callitricho-Batrachion, Fânețe de joasă altitudine (Alopecurus pratensis, Sanguisorba officinalis), Păduri aluvionare cu Alnus glutinosa și Fraxinus excelsior (Alno-Padion, Alnion incanae, Salicion albae).
La baza desemnării sitului se află mai multe specii protejate:
- amfibieni (1): izvoraș-cu-burta-galbenă (Bombina variegata)
- mamifere (7): liliac cârn (Barbastella barbastellus), vidră de râu (Lutra lutra), liliac cu urechi mari (Myotis bechsteinii), liliac cărămiziu (Myotis emarginatus), liliac comun (Myotis myotis), liliacul mare cu potcoavă (Rhinolophus ferrumequinum), liliacul mic cu potcoavă (Rhinolophus hipposideros)
- nevertebrate (3): Coenagrion mercuriale, fluturele auriu (Euphydryas aurinia), Oxygastra curtisii

Pe lângă speciile protejate, pe teritoriul sitului au mai fost identificate 38 de specii de plante, 57 de specii de păsări, 9 specii de amfibieni, 17 specii de mamifere, 13 specii de nevertebrate, 1 specie de pești, 6 specii de reptile.